# الوكالة اليهودية

شعار الوكالة اليهودية لأجل إسرائيل

الوكالة اليهودية لأجل إسرائيل (بالعبرية: הסוכנות היהודית לארץ ישראל) (بالإنجليزية: Jewish Agency for Israel)، هي الجهاز التنفيذي للحركة الصهيونية. أُنشأت في 1908 باسم «مكتب فلسطين» في يافا كفرع لعمليات المنظمة الصهيونية في فلسطين تحت الحكم العثماني بمهمة تمثيل اليهود أمام السلطان العثماني والسلطات الأجنبية الأخرى وشراء الأراضي لليهود بمساعدة الصندوق القومي اليهودي ليستوطنوا.

## قبل قيام دولة إسرائيل
بعد صدور وعد بلفور وبدء الانتداب الإنجليزي على فلسطين، شارك قادة من المنظمة الصهيونية بصياغة قرار الانتداب وفي عام 1921 غير اسم المكتب إلى «التنفيذية الصهيونية لفلسطين» (Palestine Zionist Executive) وذلك لتلعب دور «الوكالة اليهودية» المحددة في المادة الرابعة من صك الانتداب؛ وقامت بتنسق الهجرة اليهودية لفلسطين: العليا (العودة اليهودية) أثناء فترة الانتداب، شراء الأراضي وتخطيط السياسات العامة للقيادة الصهيونية، وشكلت مدارس ومستشفيات وقوات مسلحة (الهاجاناه)، وظل حاييم وايزمان رئيسا للوكالة اليهودية والمنظمة الصهيونية حتى عام 1929.
في عام 1929 أعيد تنظيم وتسمية «التنفيذية الصهيونية لفلسطين» لتصبح «الوكالة اليهودية لفلسطين» في المؤتمر الصهيوني السادس عشر في زيورخ. ضامة عناصر يهودية غير صهيونية، وبهذا التمثيل الأوسع لليهود، حصلت على اعتراف من الانتداب البريطاني للعب دور «الوكالة اليهودية» المذكور في صك الانتداب. ولكن ظل تأثير الحركة الصهيونية مهيمنا.

## تفجير الوكالة اليهودية
في 1948/03/11م تم تفجير الوكالة اليهودية. عبأ المُنفذ أنطون داود سيارة بالمتفجرات الموقوتة، التي أعدت بمعرفة خبير المتفجرات فوزي القطب، ودخل بها دار الوكالة اليهودية وتركها هناك فانفجرت وحولت الوكالة إلى ركام.

## بعد إعلان دولة إسرائيل
بعد قيام دولة إسرائيل عام 1948، أصبح اسمها «الوكالة اليهودية لأجل إسرائيل»
من مهامها جمع الإعانات القومية اليهودية وعملت على الحصول على وعد بلفور من الحكومة البريطانية خلال الحرب العالمية الأولى حيث كان استيلاء الإنجليز على فلسطين وانتزاعها من الأتراك متوقعا. بعد قيام دولة إسرائيل عام 1948 ظل نشاطها مستمرا في تشجيع العليا (العودة اليهودية)، وحل مشاكل الاستيطان، والدعاية، وجمع الأموال، وتثقيف اليهود خارج إسرائيل بالأهداف الصهيونية.
حدد المؤتمر الصهيوني السادس عشر أهداف الوكالة اليهودية في النقاط التالية:
1. تطوير حجم الهجرة اليهودية إلى فلسطين بصورة متزايدة.
2. شراء الأراضي في فلسطين كملكية يهودية عامة.
3. تشجيع الاستيطان الزراعي المبنى على العمل اليهودي.
4. نشر اللغة والتراث العبري في فلسطين.[7]